# Pseudoneottiospora cunicularia
Pseudoneottiospora cunicularia är en svampart som beskrevs av Faurel & Schotter 1965. Pseudoneottiospora cunicularia ingår i släktet Pseudoneottiospora, divisionen sporsäcksvampar och riket svampar.   Inga underarter finns listade i Catalogue of Life.